# Polystepha sobrina
Polystepha sobrina är en tvåvingeart som först beskrevs av Ephraim Porter Felt 1907.  Polystepha sobrina ingår i släktet Polystepha och familjen gallmyggor. Inga underarter finns listade i Catalogue of Life.